# منتخب البرازيل لكرة اليد الشاطئية للسيدات
منتخب البرازيل لكرة اليد الشاطئية للسيدات هو ممثل البرازيل الرسمي في المنافسات الدولية في كرة اليد الشاطئية للسيدات
.